# Subak
Il Subak, Soobak o Soo Bak-Gi è una specifica e antica arte marziale coreana o un termine generale Sino-coreano ("shoubo" in cinese), per indicare arti marziali a mani nude.  Storicamente questo termine serviva ad identificare la vecchia arte marziale del taekkyeon.

## Storia
Originariamente la Corea fu divisa in tre regni: Silla nella parte orientale del paese, Goguryeo nella parte settentrionale e Baekje situato a ovest di Silla. Lo stile Subak fu creato nel regno coreano di Goguryeo.

### Revival
Dopo la Guerra di Corea Subak, as a name for modern martial arts, techniques added after study of the Muyedobotongji (무예도보통지). The empty-handed fighting material found in the Muyedobotongji is called gwonbeop (권법). 
In Corea le arti indigene di autodifesa (taekkyon) combinate con altri metodi combattimenti (settentrionali i meridionali cinesi Kung Fu) e morali guidelines such as the philosophy of Taoismo, Lao Tzu, e Confucianesimo.